# Kardašova Řečice
Kardašova Řečice (in tedesco Kardasch Retschitz) è una città della Repubblica Ceca facente parte del distretto di Jindřichův Hradec, in Boemia Meridionale.